# توطئه‌چی (فیلم)
توطئه‌چی (انگلیسی: Conspirator) فیلمی در ژانر جاسوسی به کارگردانی ویکتور ساویل است که در سال ۱۹۴۹ منتشر شد. از بازیگران آن می‌توان به رابرت تیلور، الیزابت تیلور، اونور بلکمن، ویلفرید هاید-وایت، کارل اشتپانک و هلن هی اشاره کرد.